# Palthis callaoensis
Palthis callaoensis är en fjärilsart som beskrevs av George Francis Hampson. Palthis callaoensis ingår i släktet Palthis och familjen nattflyn. Inga underarter finns listade i Catalogue of Life.